# Merise (Estland)
Merise (Duits: Merrise) is een spookdorp in de Estlandse gemeente Saaremaa, provincie Saaremaa. De plaats had al in 2011 geen inwoners meer. De cijfers van 2021 geven een inwonertal van ‘< 4’.
Tot in oktober 2017 lag Merise in de gemeente Mustjala. In die maand ging Mustjala op in de fusiegemeente Saaremaa.
Merise ligt aan de noordkust van het eiland Saaremaa. Ten zuiden van het dorp ligt het meer Kooru järv (87,2 ha). Het meer heeft een gemiddelde diepte van 30 cm. Merise ligt in het natuurreservaat Koorunõmme looduskaitseala.

## Geschiedenis
Merise werd in 1645 voor het eerst genoemd onder de Duitse naam Merrise, een nederzetting op het landgoed van het kroondomein Mustjala. In de 18e eeuw bestond er gedurende enkele decennia een apart landgoed Merrise, ook een kroondomein. Volgens een document uit 1782 viel Merise op dat moment weer onder Mustjala.
Tussen 1977 en 1997 maakte Merise deel uit van het buurdorp Tagaranna.

## Meteoriet
Op 11 mei 1855 sloeg bij de boerderij Kaande in Merise een meteoriet in. Het was de oudste meteorietinslag in Estland waarvan een ooggetuigenverslag bewaard is gebleven. Resten van de meteoriet worden bewaard in het geologisch museum van de Universiteit van Tartu.